# François Conod
François Conod, né le 12 novembre 1945 à Bâle, et mort le 18 décembre 2017 à Lausanne, est un écrivain et traducteur vaudois.

## Biographie
François Conod partage ses années d'enfance et d'adolescence entre Bâle sa ville natale et Lausanne, où il fait des études de lettres. Une fois sa licence obtenue, il enseigne le français au gymnase cantonal du Bugnon à Lausanne. 
C'est avec Ni les ailes ni le bec, un recueil de nouvelles, que François Conod fait son entrée en littérature en 1987 et qu'il séduit le jury du Prix Georges-Nicole.
Aimant explorer les genres et les styles, les époques et les lieux, il publie par la suite trois romans, La fin des Bellini-Ponte (1989), Janus aux quatre fronts (1991) et Le tyrannosaure (1993), toujours sur un mode à la fois sombre et ludique.
Au printemps 2016, il écrit le "Petit (mal)traité d'histoire des religions", aux éditions Slatkine, illustré par Mix et Remix.
Après une longue pause, François Conod retrouve le goût de l'écriture, il envoie deux manuscrits à son éditeur Bernard Campiche avant de décéder en décembre 2017.
Le premier, "Étoile de papier" paru au printemps 2018, raconte son internement forcé dans un hôpital psychiatrique.
Le second, "La revanche du cheval fou", à paraître en mai 2019 parle de la relation au père et s'interroge à propos de l'art.

## Traductions
- Walter Vogt, Immortel Wüthrich, roman, Bernard Campiche éditeur, 1994
- Walter Vogt, L'Oiseau sur la table, roman, Bernard Campiche éditeur, 1995
- Walter Vogt, Boom, nouvelles, Bernard Campiche éditeur, 1998
- Walter Vogt, La Toux, nouvelles, Bernard Campiche éditeur, 2010
- Walter Vogt, Le Fort de mer, roman, Bernard Campiche éditeur, 2011
- Monique Schwitter, Mémoire de poisson rouge, Éditions d'en bas, 2016

## Distinctions
- 1987 : Prix Georges-Nicole pour Ni les ailes ni le bec
- 1992 : Prix des auditeurs de la RSR pour Janus aux quatre fronts, Bernard Campiche éditeur, 1991[1]

## Sources
- « François Conod », sur la base de données des personnalités vaudoises sur la plateforme « Patrinum » de la Bibliothèque cantonale et universitaire de Lausanne.
- Anne-Lise Delacrétaz, Daniel Maggetti, Écrivaines et écrivains d'aujourd'hui, p. 74
- Roger Francillon, Histoire de la littérature en Suisse romande", vol. 4, p. 305-306, 438
- Voir aussi : Entretien avec Adrien Pasquali, Le Passe-muraille,1992, no 3 septembre, p. 15
- François Conod
- Prix Georges Nicole - Culture - Histoire - Ville de Nyon - Site officiel